# Transverbération de sainte Thérèse
La Transverbération de sainte Thérèse est un événement mystique, relaté par Thérèse d'Avila dans son ouvrage autobiographique : le Livre de la vie. D'après ses biographes, cet événement se serait passé en avril 1560, dans le palais de Doria. À la suite de la publication de la biographie thérésienne, cette transverbération a eu un large impact dans les arts et a donné lieu à de nombreuses représentations artistiques, tant en peinture qu'en sculpture.
La réforme de l'ordre du Carmel, lancée par Thérèse, a entraîné quelques décennies plus tard la création de la branche de l'ordre des Carmes déchaux. Les autorités de cette branche réformée ont estimé que cet événement était un tournant important dans l'œuvre thérésienne. C'est pourquoi ils ont demandé et obtenu que cette transverbération soit célébrée chaque année (dans l'ordre du Carmel) le 26 août.

## Historique

### Récit de l'événement
Thérèse d'Avila, dans son premier livre : le Livre de la vie, raconte une expérience mystique. Cette expérience se déroule lors d'une extase, alors qu'elle se trouve dans le palais de Doña Guiomar. La carmélite décrit son expérience ainsi :
« J’apercevais près de moi, du côté gauche, un ange sous une forme corporelle. […] il n’était point grand, mais petit et très beau ; à son visage enflammé, on reconnaissait un de ces esprits d’une très haute hiérarchie, qui semblent n’être que flamme et amour. […] Je voyais dans les mains de cet ange un long dard qui était d’or, et dont la pointe en fer avait à l’extrémité un peu de feu. De temps en temps il le plongeait, me semblait-il, au travers de mon cœur, et l’enfonçait jusqu’aux entrailles ; en le retirant, il paraissait me les emporter avec ce dard, et me laissait tout embrasée d’amour de Dieu. » Elle ajoute même que cette « blessure » lui causa une souffrance : « La douleur de cette blessure était si vive, qu’elle m’arrachait ces gémissements dont je parlais tout à l’heure : mais si excessive était la suavité que me causait cette extrême douleur, que je ne pouvais ni en désirer la fin, ni trouver de bonheur hors de Dieu. Ce n’est pas une souffrance corporelle, mais toute spirituelle, quoique le corps ne laisse pas d’y participer un peu, et même à un haut degré. Il existe alors entre l’âme et Dieu un commerce d’amour ineffablement suave. […] Les jours où je me trouvais dans cet état, j’étais comme hors de moi ; j’aurais voulu ne rien voir, ne point parler, mais m’absorber délicieusement dans ma peine, que je considérais comme une gloire bien supérieure à toutes les gloires créées ».
Cette expérience mystique se situe au début de son action de réformatrice de l'ordre du Carmel. Thérèse va vivre une seconde expérience mystique en août 1560 : « une vision de l'enfer ». C'est après ces deux événements qu'elle décide de fonder un couvent réformé, fondation qui ne sera réalisée que deux années plus tard le 24 août 1562. Ce qui amène les autorités du Carmel à estimer que chez Thérèse, « mystique et action sont inséparables »,.

### Postérité

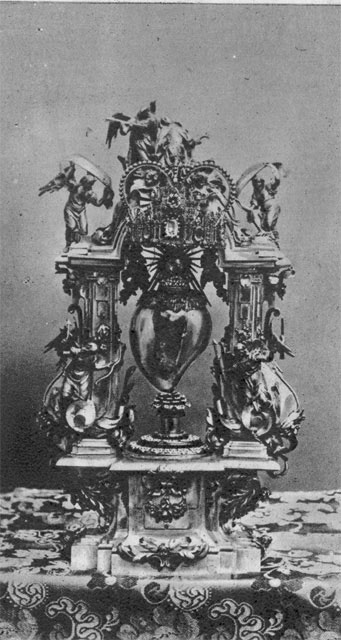
Reliquaire contenant le cœur de sainte Thérèse à Alba de Tormes.

Les paroles de Thérèse concernant cette transverbération, si elles peuvent surprendre le lecteur, furent « intégralement et mot à mot reprises dans sa bulle de canonisation » en 1622 par le pape Grégoire XV, apportant ainsi une « authentification » (par l’Église catholique du XVIe siècle) de son récit.
Les peintres et les sculpteurs s'emparent de la scène décrite par la sainte, et rapidement après la publication de l’œuvre (le Livre de la vie), des tableaux et sculptures sont réalisés.
Après la mort de la carmélite, son cœur est extrait du corps et placé dans un reliquaire spécial exposé dans le couvent des Carmélites d'Alba de Tormes. Au milieu du XVIIIe siècle (soit plus de 50 ans après son décès), quatre évêques espagnols sont missionnés par le pape pour examiner cette relique. Après examen, ils rédigent un procès-verbal déclarant que le cœur in-corrompu, contenait « une grande plaie qui le traverse de part en part, et deux ou trois autres plus petites ». Ils ajoutaient que ces plaies « paraissaient avoir été faites avec un fer chaud, puisque l'entrée semblait être brûlée ». Ces déclarations appuieront la mise en place d'une fête religieuse célébrant l'événement mystique.

## Spiritualité

### Particularités du récit
Le récit thérésien de cette transverbération est particulier à plusieurs points :
- la description visuelle et physique de la scène ;
- l’aveu d'une expérience personnelle.

Ainsi, lorsque Jean de la Croix (un autre grand mystique carmélitain, compagnon de Thérèse dans la réforme du Carmel), rédige son ouvrage sur La Vive Flamme d'amour, il évoque à plusieurs reprises le phénomène de transverbération, en se limitant à une description « spirituelle » du phénomène, et sans jamais indiquer qu'il l'aurait lui-même vécu. De même, le père Marie-Eugène de l'Enfant-Jésus, dans son ouvrage Je veux voir Dieu, évoque la « blessure faite par le séraphin ». Dans son commentaire du texte johannique, il parle de « plaie brûlante et délicieuse » faite par Dieu dans « le brasier qu'est l'âme ». S'il ajoute que « ces blessures ont des effets charismatiques », il ne donne aucune représentation visuelle (comme le fait Thérèse), et il n'indique pas non plus l'avoir vécu.
À noter que Thérèse, dans ses autres ouvrages mystiques (comme le Chemin de perfection ou le Château intérieur), n'évoquera plus cette expérience.

### Fête religieuse
Au commencement du XVIIIe siècle, les carmes déchaux d’Espagne et d’Italie demandent au Saint-Siège l’institution d’une fête particulière pour honorer « la blessure faite par l’ange au cœur de leur sainte fondatrice ». Le pape Benoît XIII accède à leur demande, et accorde le 25 mai 1726, aux religieux (et religieuses) du Carmel, un office propre pour la fête de la Transverbération du cœur de sainte Thérèse.
Quelque temps plus tard, le pape Benoît XIII, autorise de composer une messe et un office complets pour cette fête, remplaçant l'office « réduit » mis en place initialement. Les grands carmes s'associent à leurs confrères réformés et récitent également cet office. En 1744, dans son bref Dominici gregis du 8 août, le pape Benoît XIV accorde à perpétuité une indulgence plénière à tous les fidèles qui visiteraient les églises du Carmel depuis les premières vêpres de la Transverbération jusqu’au coucher du soleil du jour de la fête, qui se célèbre (à cette époque) le 21 août,,.
Cet événement fait aujourd'hui l'objet, dans l'ordre du Carmel, d'une mémoire facultative, mais cette mémoire est obligatoire pour les carmélites. Cette mémoire a été déplacée plusieurs fois dans le calendrier (initialement le 21 août, puis le 27 du mois en 1842), elle est aujourd'hui célébrée le 26 août,.

## Dans les arts

### En peinture

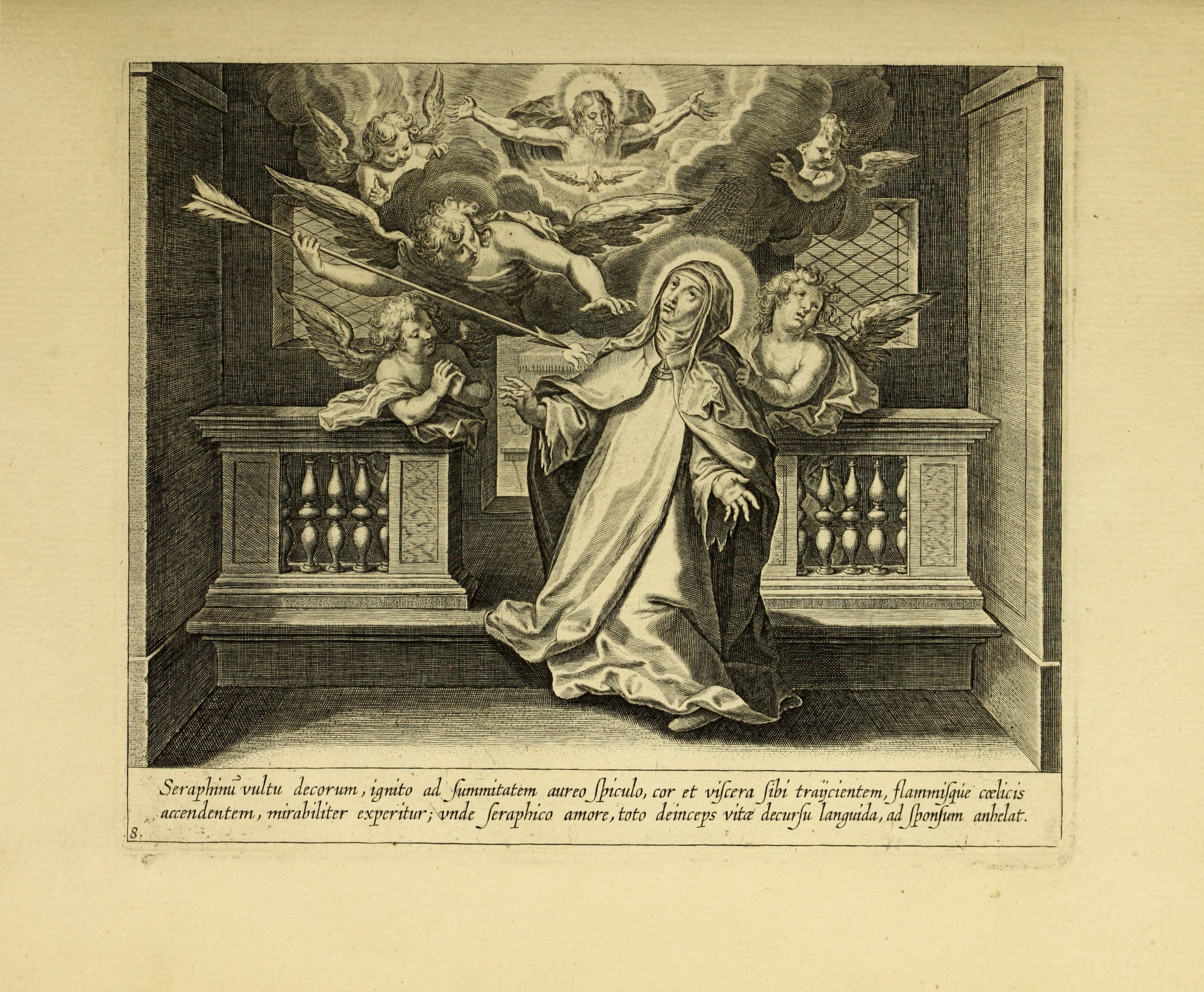
Gravure publiée dans le Livre de la vie, par Adriaen Collaert en 1630.
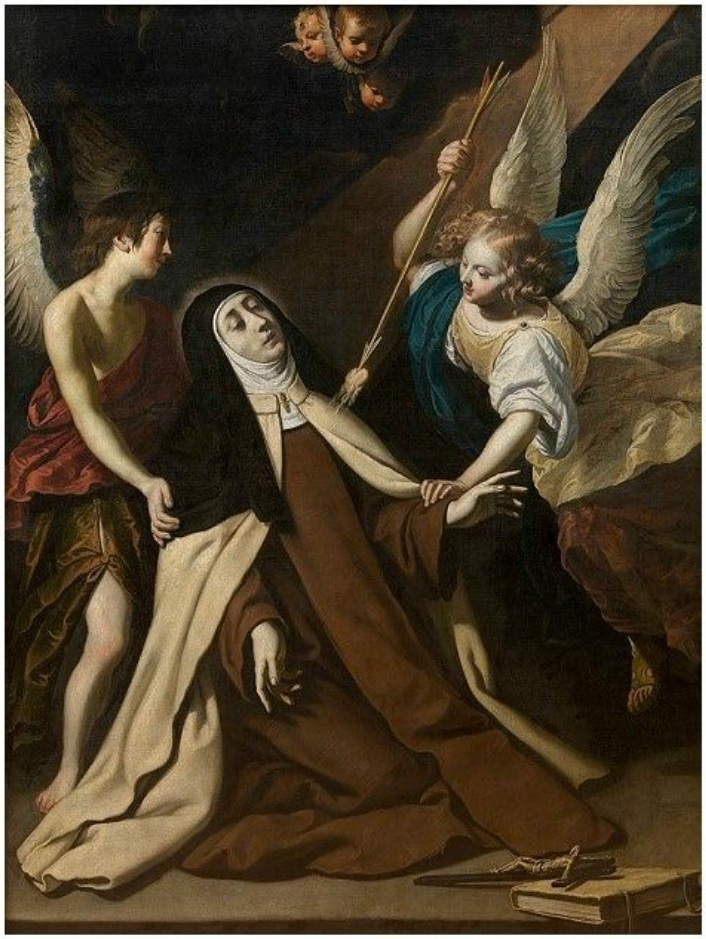
Peinture de Gerard Seghers (1609-1651).
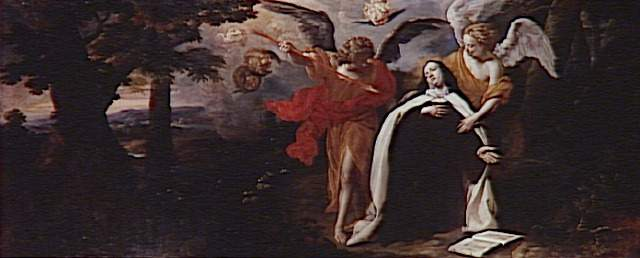
Peinture de Jacob van Oost (1621-1671).
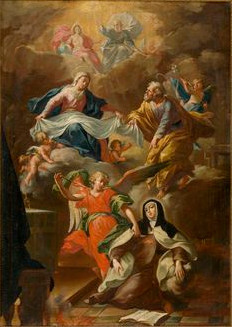
Peinture d'auteur inconnu (mi-XVIIIe siècle).
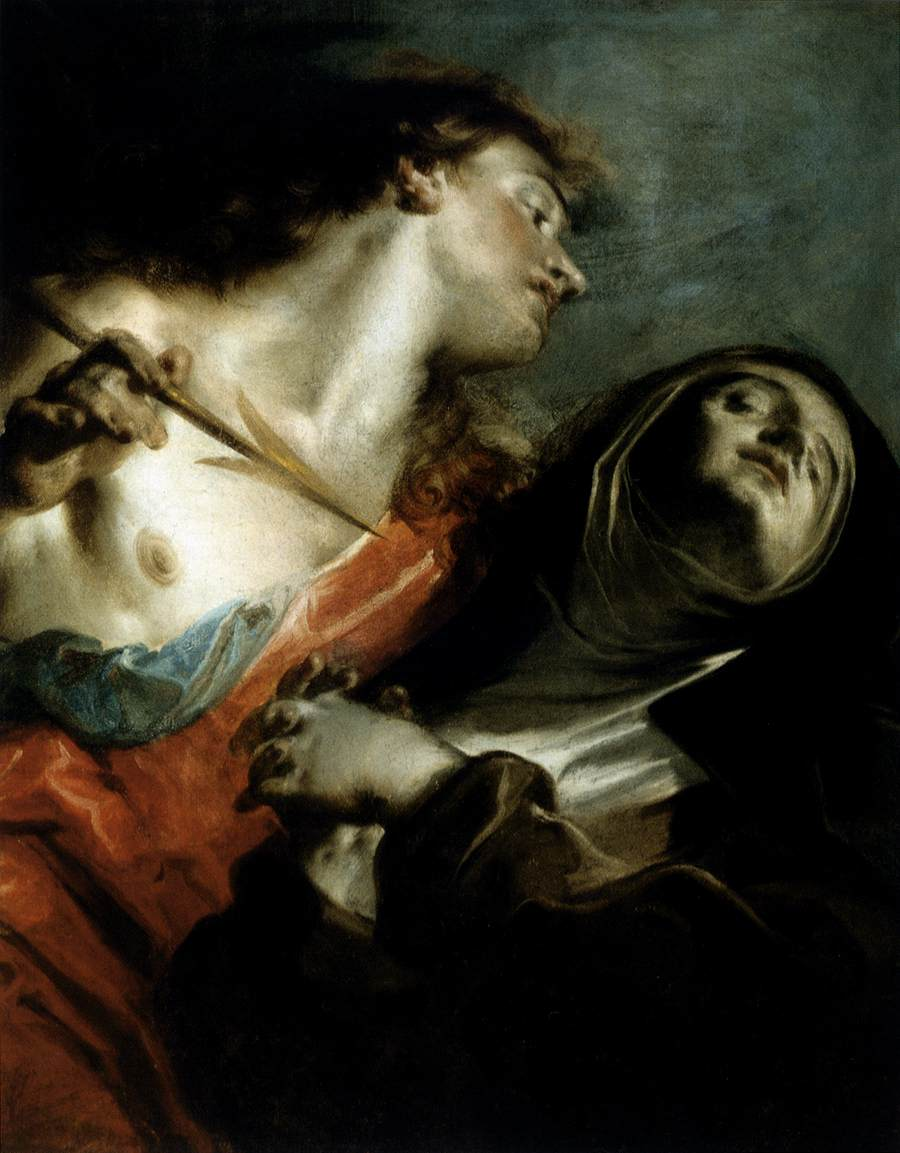
Peinture de Giuseppe Bazzani (1745-1750).
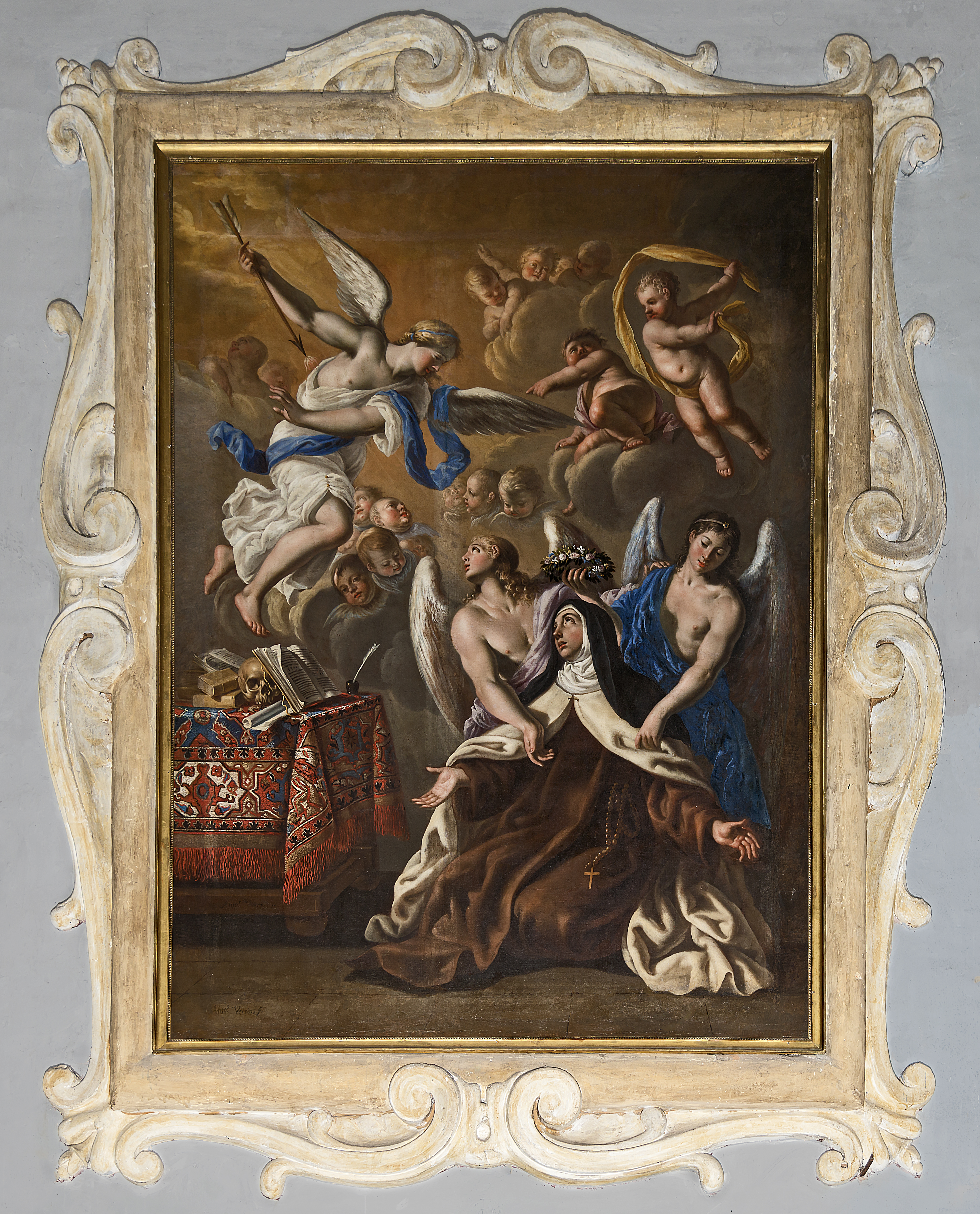
Peinture dans l'église Saint-Exupère de Toulouse.

### En sculpture

#### La sculpture du Bernin

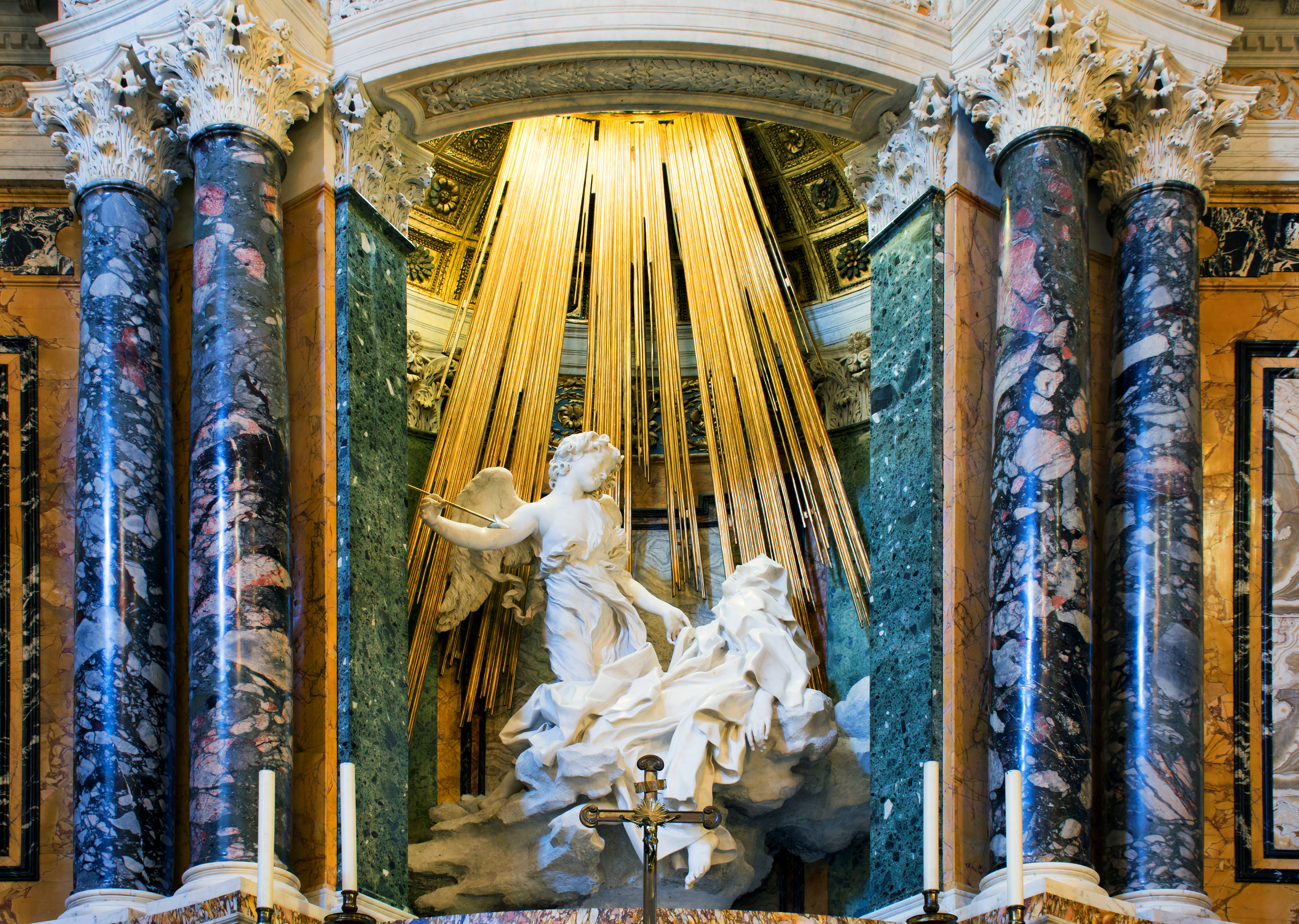
L'Extase de sainte Thérèse, par le Bernin (1647-1652).

Cette sculpture est située dans la chapelle Cornaro de l'église Santa Maria Della Vittoria de Rome à Rome. L’Extase de sainte Thérèse d’Avila est une sculpture en marbre de Gian Lorenzo Bernini (1598-1680) dit « Le Bernin ». Ayant l'appui du pape Innocent X il travaille de 1647 à 1652 à la décoration de l’église du couvent des Carmélites déchaussés. Dans cette chapelle, son œuvre majeure est l’Extase de sainte Thérèse d’Avila (Thérèse avait été canonisée quelques années plus tôt, en 1622). Ces travaux, et la réalisation de cette sculpture, sont le résultat d'une commande faite par le Cardinal Federico Baldissera Bartolomeo Corner. En effet, celui-ci avait choisi cette église pour y ériger sa propre chapelle funéraire, c'est pourquoi il y faisait réaliser des travaux.

#### Autres sculptures

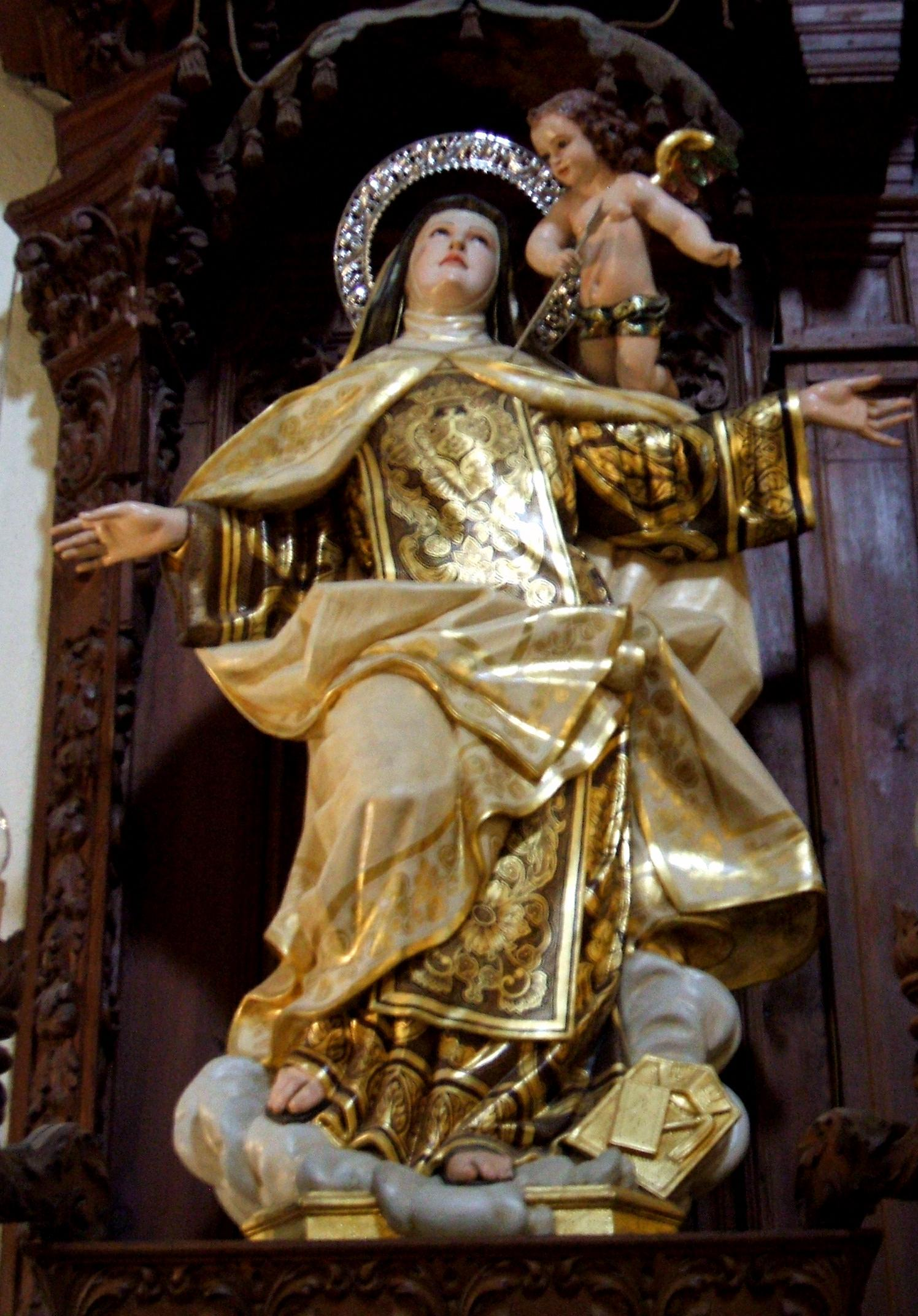
Église du couvent de l'Incarnation à Baeza (Espagne).
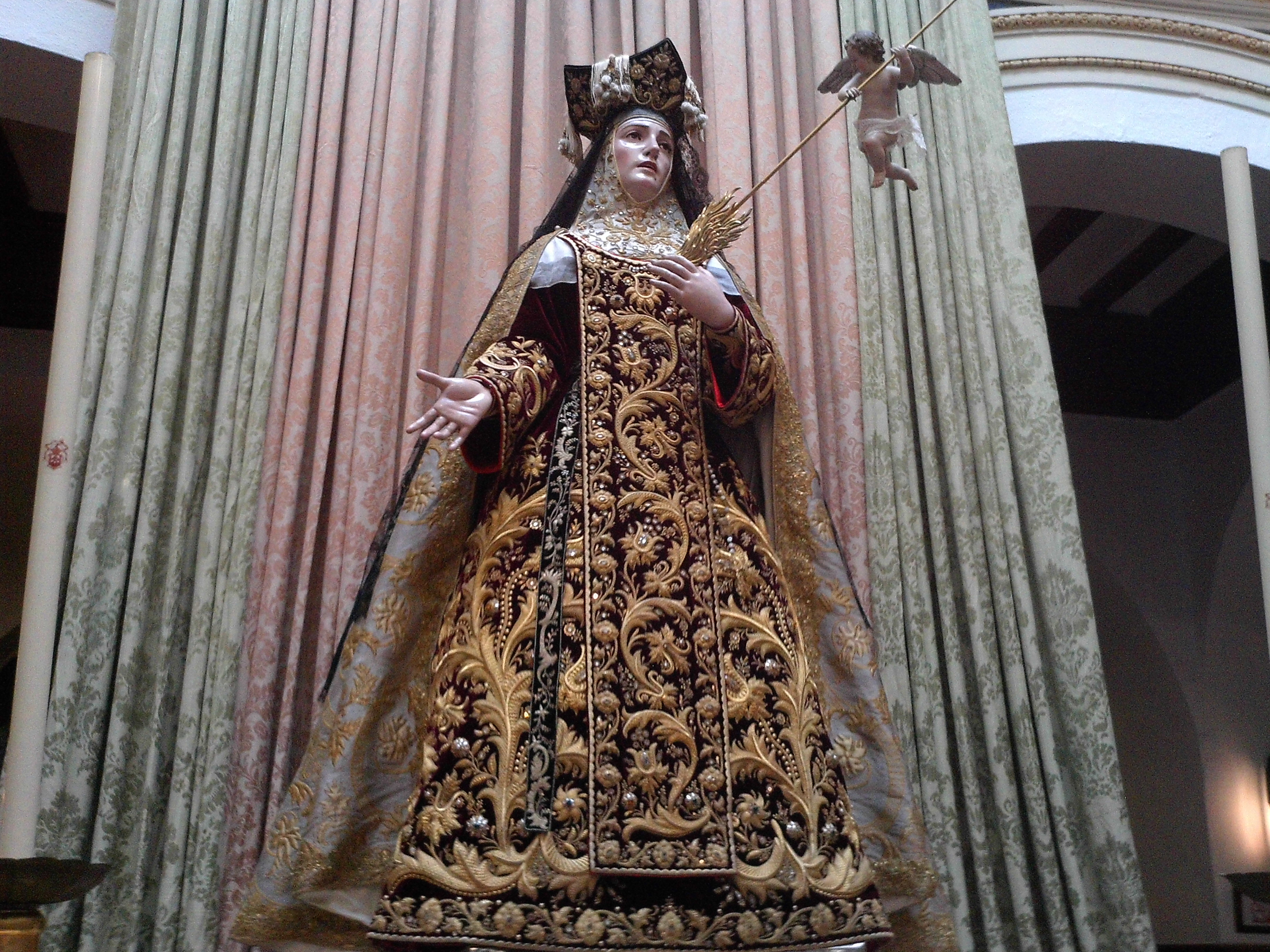
Statue du XVIIe siècle (Espagne).
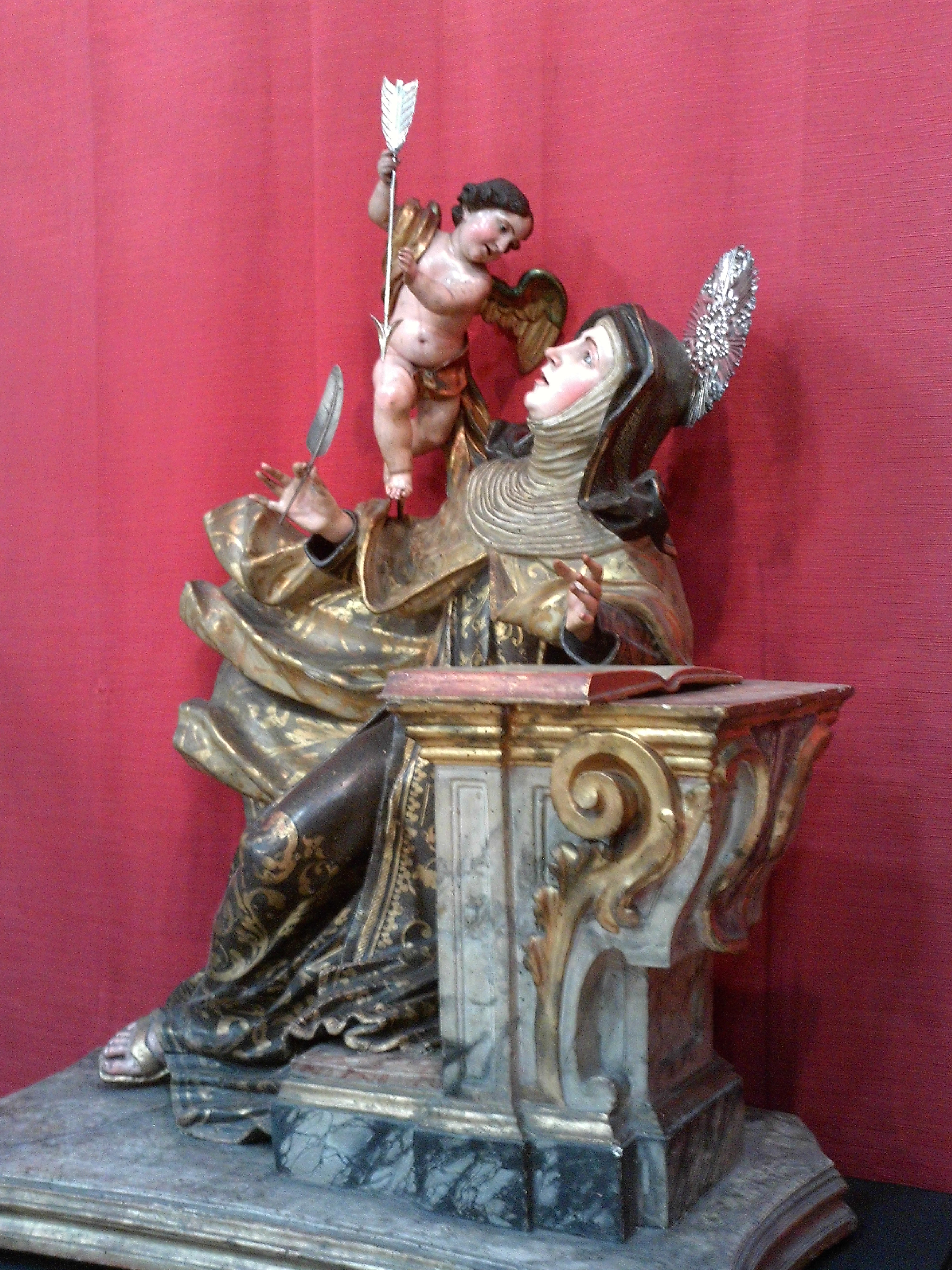
Statue du XVIIIe siècle dans une église de Séville (Espagne).
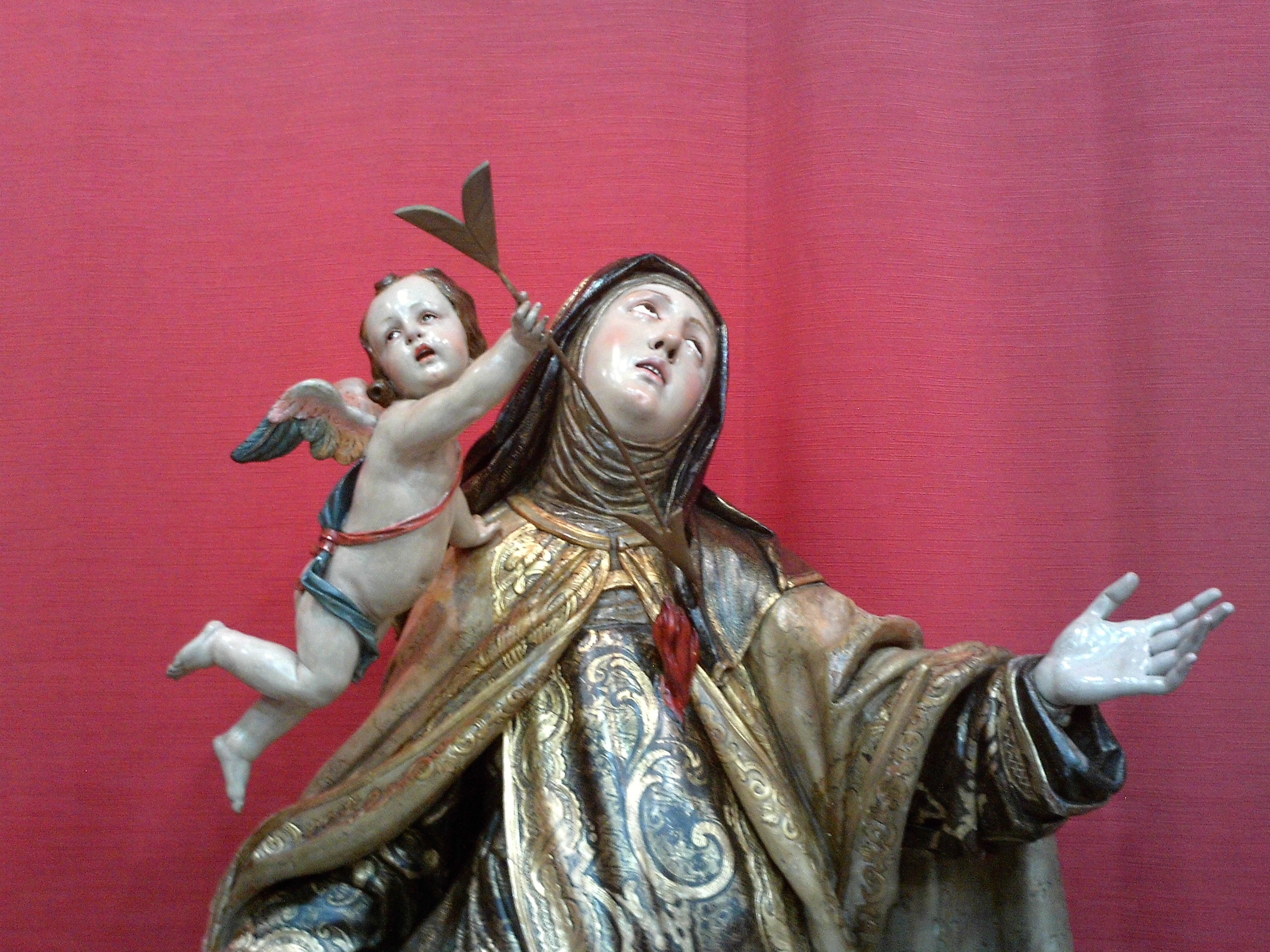
Œuvre de José Sánchez (XIXe siècle, couvent de Sanlúcar la Mayor (Espagne)).

### Articles liés
- Thérèse d'Avila
- Transverbération
- L'Extase de sainte Thérèse